# Теодор Шванн
Теодор Шванн (нім. Theodor Schwann; 7 грудня 1810 — 11 січня 1882) — німецький фізіолог, один з авторів клітинної теорії.

## Біографія
Закінчив єзуїтський коледж в місті Кельн, вивчав природничі науки і медицину в Бонні, Вюрцбурзі і Берліні. До 1839 року працював асистентом фізіолога І. Мюллера в Берліні. у 1839-48 — професор фізіології і порівняльної анатомії Лувенського університету, в 1848-78 — професор Льєзького університету.

## Науковий доробок
Найбільш відомі роботи Шванна в області гістології, а також праці, присвячені клітинній теорії. Ознайомившись з роботами М. Шлейдена, Шванн переглянув весь гістологічний матеріал і знайшов принцип порівняння клітин рослин і елементарних мікроскопічних структур тварин. Взяв як характерний елемент клітинної структури ядро, зміг довести спільність побудови клітин рослин і тварин. В 1839 вийшов в світ класичний твір Шванна «Мікроскопічні дослідження про відповідності в структурі і рості тварин і рослин» (Mikroskopische Untersuchungen ber die Uebereinstimmung in der Struktur und dem Wachstum der Tiere und Pflanzen).
Як гістолог Шванн відомий своїми роботами, в яких тонко описує будову кровоносних судин, гладеньких м'язів і нервів. Науковець знайшов і описав особливу оболонку, яка оточує нервове волокно (шванівська оболонка). Крім того, Шванн знайшов в шлунковому соку фермент пепсин і встановив виконувальну ним функцію; проілюстрував принципову аналогію між процесами травлення, бродіння і гниття.
Шванн був членом Лондонського королівського товариства (з 1879), Паризької академії наук (з 1879), Королівської бельгійської академії наук, літератури та витончених мистецтв (з 1841).
Помер у 1882 році у Кельні.